# Dipartimento di Mifi
Il dipartimento di Mifi è un dipartimento del Camerun nella Regione dell'Ovest.

## Comuni
Il dipartimento è suddiviso in 3 comuni:
- Bafoussam
- Baleng
- Bamougoum